# Nor Artamet
Nor Artamet là một đô thị thuộc tỉnh Kotayk, Armenia. Dân số ước tính năm 2011 là 1323 người.